# Zona di libero scambio euromediterranea
La zona di libero scambio Unione europea-Mediterraneo (UE-MED ALS, EMFTA), chiamata anche area di libero scambio euromediterranea o FTA Euromed, si basa sul processo di Barcellona e sulla politica europea di vicinato (PEV). Il processo di Barcellona, sviluppato dopo la conferenza di Barcellona in successive riunioni annuali, è un insieme di obiettivi progettati per portare a una zona di libero scambio nella regione mediterranea e in Medio Oriente entro il 2010.
Nel giugno 2011 è stata firmata una convenzione regionale sulle regole di origine preferenziali pan-Euro-Mediterranee per consentire regole di origine identiche in tutta la regione. La convenzione era in vigore da maggio 2012 ed è l'ultimo passo compiuto finora nel processo di Barcellona.

## Storia
L'accordo di Agadir del 2004 (ALS tra Giordania, Tunisia, Marocco, Egitto) è visto come primo blocco. Sono previsti ulteriori passi nei piani d'azione PEV negoziati tra l'Unione europea e gli Stati partner sulle sponde meridionali del Mar Mediterraneo, principalmente con gli Stati membri della Lega araba.
L'obiettivo iniziale è quello di creare una matrice di accordi di libero scambio tra ciascuno dei partner e gli altri. Quindi si formerà un'unica area di libero scambio, compresa l'Unione Europea.

## Membri
- Unione europea
- Marocco (membro della Lega araba e dell'Unione del Maghreb arabo)
- Algeria (membro della Lega araba e dell'Unione del Maghreb arabo)
- Tunisia (membro della Lega araba e dell'Unione del Maghreb arabo)
- Egitto (membro della Lega araba)
- Giordania (membro della Lega araba)
- Libano (membro della Lega araba)
- Israele
- Autorità nazionale palestinese (membro della Lega araba)
- Turchia

## Potenziali membri
- Siria (membro della Lega araba)
- Libia (membro della Lega araba e dell'Unione del Maghreb arabo)
- Consiglio di cooperazione del Golfo
- Iraq (membro della Lega araba)
- Mauritania (membro della Lega araba e dell'Unione del Maghreb arabo)

## Progressi dell'FTA
- strumento e anno di entrata in vigore
- strumento e anno di entrata in vigore provvisoria
- nelle trattative
- nessuna relazione diplomatica con Israele